# St. Johannes Baptist auf dem Bussen

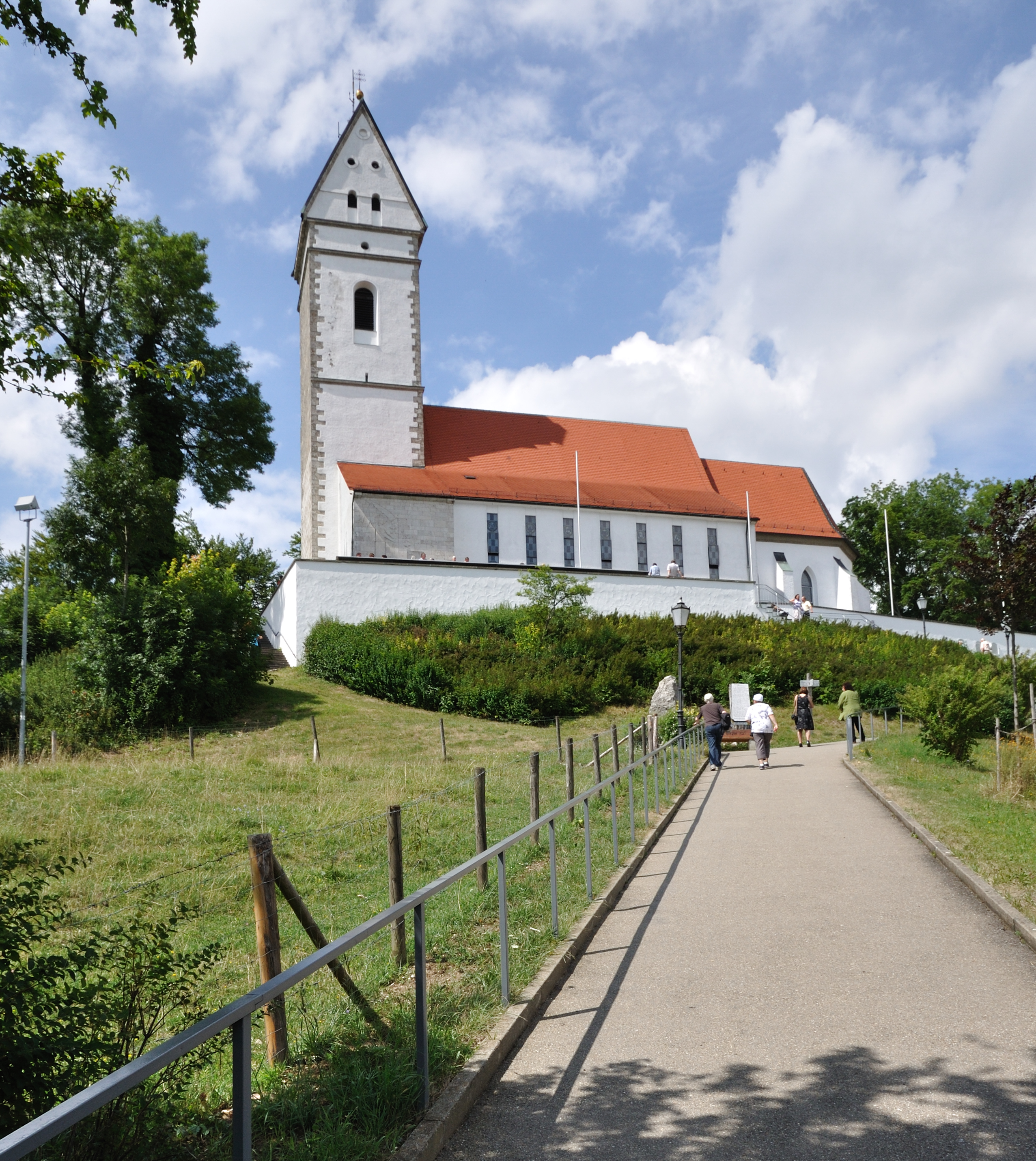
Bussenkirche

St. Johannes Baptist auf dem Bussen, auch Bussenkirche genannt, ist eine Wallfahrtskirche auf dem Bussen, dem „Heiligen Berg Oberschwabens“, im Teilort Offingen der Gemeinde Uttenweiler im Landkreis Biberach. Die Kirche befindet sich westlich der ehemaligen staufischen Reichsburg (Ruine Bussen) und dem Bussenhaus. Sie ist im nördlichen Oberschwaben weithin sichtbar.

## Geschichte

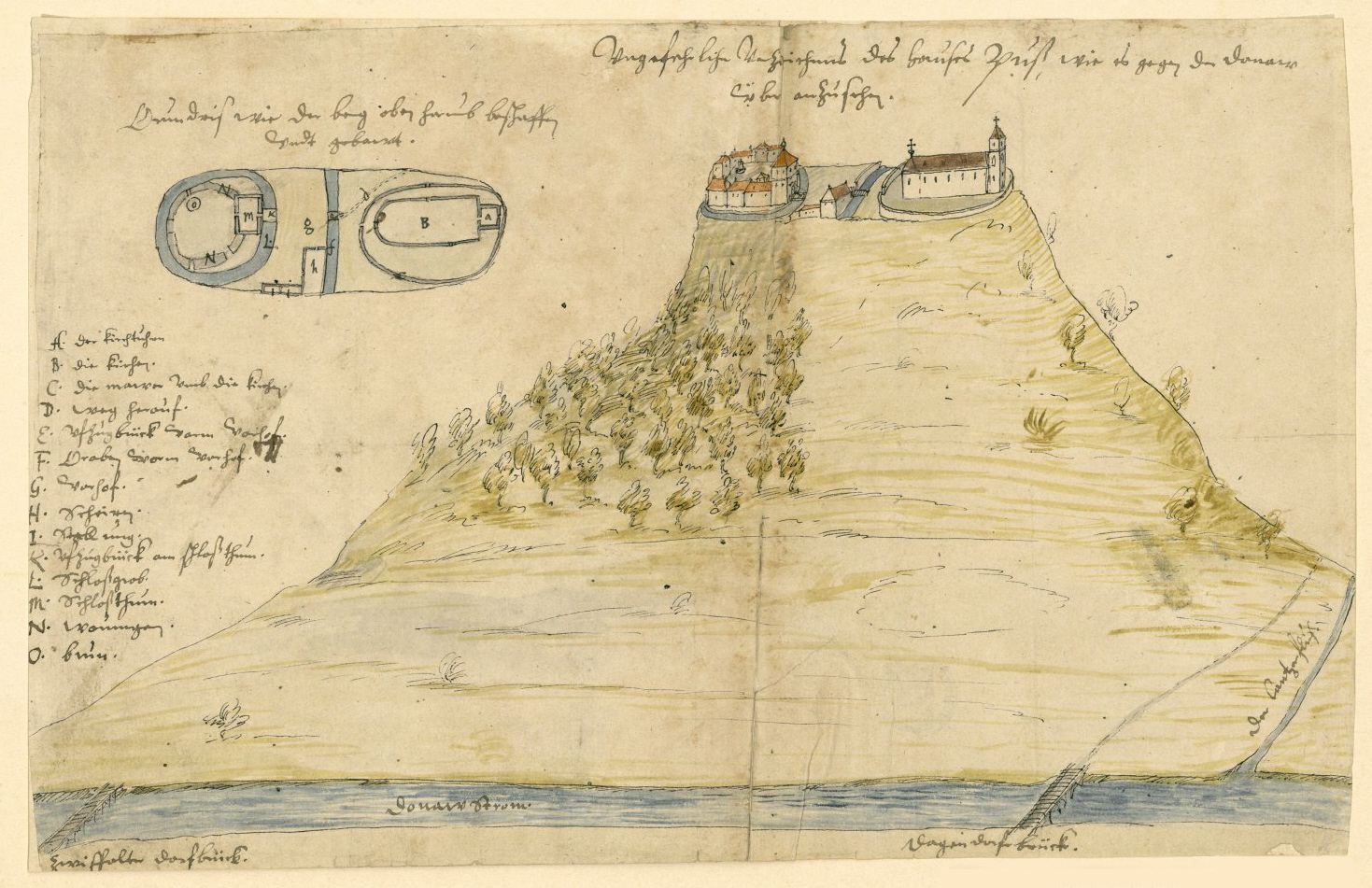
Ungefährliche Verzeichnis des Hauses Puss, wie es gegen die Donau über anzusehen, 1. Hälfte 17. Jahrhundert

In einer Schenkungsurkunde der Gaugrafen Chadaloh und Wago an das Kloster St. Gallen, ausgestellt am 23. Oktober 805 in Zell an der Donau, wird erstmals ein christliches Kultgebäude auf dem Bussen erwähnt („Similiter et in Pussone illam basilcam“). Eine am Bussen ausgestellte Urkunde von 892 nennt den heiligen fränkischen Bischof Leodegar von Autun als Patron der Kirche („in atrio sancti Laudegarii qui dicitur Pusso“). Johannes der Täufer als Patron der Kirche ist seit 1432 belegt.
Eine neue Kirche mit einem Chor mit spätgotischen Netzrippengewölbe und figürlichen Konsolen wurde ab 1516 errichtet. Die Grundsteinlegung durch Wilhelm den Älteren von Waldburg-Trauchburg und seine Ehefrau Sybilla von Waldburg-Sonnenberg fand am 1. April 1516 in Anwesenheit des Zwiefalter Abts Georg Fischer statt; der Grundstein zeigt das Waldburger und das Sonnenberger Wappen.
1781 wurde die Kirche erneuert und das Kirchendach erhöht. Ab 1890 wurde die Kirche restauriert und mit einer neugotischen Ausstattung versehen: der Hochaltar (1890) und das Chorgestühl (1891) aus der Kunstwerkstätte Marmon in Sigmaringen, die zwei Seitenaltäre von Andreas Kless in Zwiefalten (1899) mit Altarblättern des aus Zwiefalten stammenden Münchner Malers Karl Baumeister, dazu eine neugotische Kanzel (1891). Umfassende Dekorationsmalereien, Glasfenster von Joseph Traub (Zwiefalten) sowie vier Gemälde zum Marienleben und sechs weitere der „Bussenheiligen“ von Karl Baumeister vervollständigten den historistischen Raumeindruck. Eine neue Sakristei wurde im Süden angebaut; die ehemalige Sakristei wurde zur Christuskapelle umgebaut.
1951 wurde die Ausstattung des späten 19. Jahrhunderts, die nicht mehr dem Geschmack der Zeit entsprach, weitgehend zerstört. Nur die Seitenaltäre und die Kanzel überlebten noch einige Jahre. 1960–1962 wurde auf Initiative des Pfarrers Josef Paul das mittelalterliche Langhaus durch einen doppelt so breiten Neubau mit offenem Dachstuhl nach einem Entwurf von Hans Lütkemeier (1898–1960) ersetzt, das auch eine neue Ausstattung erhielt. Bei der Grundsteinlegung am 8. Mai 1960 waren u. a. der Bischof von St. Gallen Joseph Hasler und Ministerpräsident Kurt Georg Kiesinger anwesend; die Grundsteine zeigen das Wappen des Bistums St. Gallen und das Landeswappen von Baden-Württemberg. 2005 wurde die Kirche nochmals restauriert, die Ausstattung wurde dabei nur geringfügig verändert: der Chorraum wurde abgesenkt, der Tabernakel und einige Skulpturen versetzt, der Schalldeckel der Kanzel entfernt.

## Äußeres
Die Kirche zeigt sich heute in uneinheitlichem Stil. Der Turm im Westen und der Chor im Osten stammen von der 1516 errichteten gotischen Kirche, das Langhaus wurde 1960 in modernen Formen dazwischen gebaut. Der in der Barockzeit umgebaute Turm hat Schlitzöffnungen im unteren Bereich, Rundbogenschallöffnungen oben, Glockenstuhl und Glocke. Nördliche und südliche Anbauten flankieren den Turm.
Ein Relief von Josef Henselmann über der Eingangstür zeigt Mariä Verkündigung. An der südlichen Außenwand befindet sich eine Tafel aus Bronze, die an Pfarrer Josef Paul (1910–1980) erinnert, der von 1957 bis 1980 der „Bussenpfarrer“ war. Anstatt eines separaten Ehrenmales wurden in die Wände des Chores außen drei Steintafeln eingelassen, auf denen die Namen der Gefallenen des Ortes aus dem Zweiten Weltkrieg verzeichnet sind.

## Ausstattung

### Gnadenbild
Im erhöhten Chor hinter dem Volksaltar ist mittig erhöht auf einer Stele das Gnadenbild der Kirche aufgestellt, eine Pietà-Skulptur aus der Zeit um 1585 nach gotischem Vorbild. Das ursprüngliche, gotische Gnadenbild der Kirche wurde 1580 nach einem Brand an das Kloster Inzigkofen abgegeben, wo es sich heute noch befindet.

### Altar und Kanzel
Aus der Zeit des Langhausneubaus 1960/1961 stammen der Volksaltar (in Form eines „M“ für „Maria“), der Tabernakel und die Kanzel von Josef Henselmann.

### Fenster
Die Motive der Glasfenster aus den Jahren 1960/1961 stammen von Wilhelm Geyer. Die Chorfenster zeigen in der Mitte den Gnadenstuhl mit zehn Engeln, rechts Szenen aus dem Leben des hl. Leodegar von Autun, links Szenen aus dem Leben Johannes des Täufers. Die 14 Fenster im Langhaus zeigen die sieben Freuden und die sieben Leiden Mariens. 42 Symbole in runden Medaillons weisen auf den Stammbaum Jesu. Vier weitere Fenster Geyers zeigen die selige Irmengard von Buchau, die selige Gute Beth, den seligen Hermann den Lahmen und den heiligen Fidelis von Sigmaringen.
1987 wurde ein Fenster von Hermann Geyer mit dem Bild der seligen Ulrika Nisch (und dem Wappen Papst Johannes Paul II.) im Eingangsbereich eingeweiht.

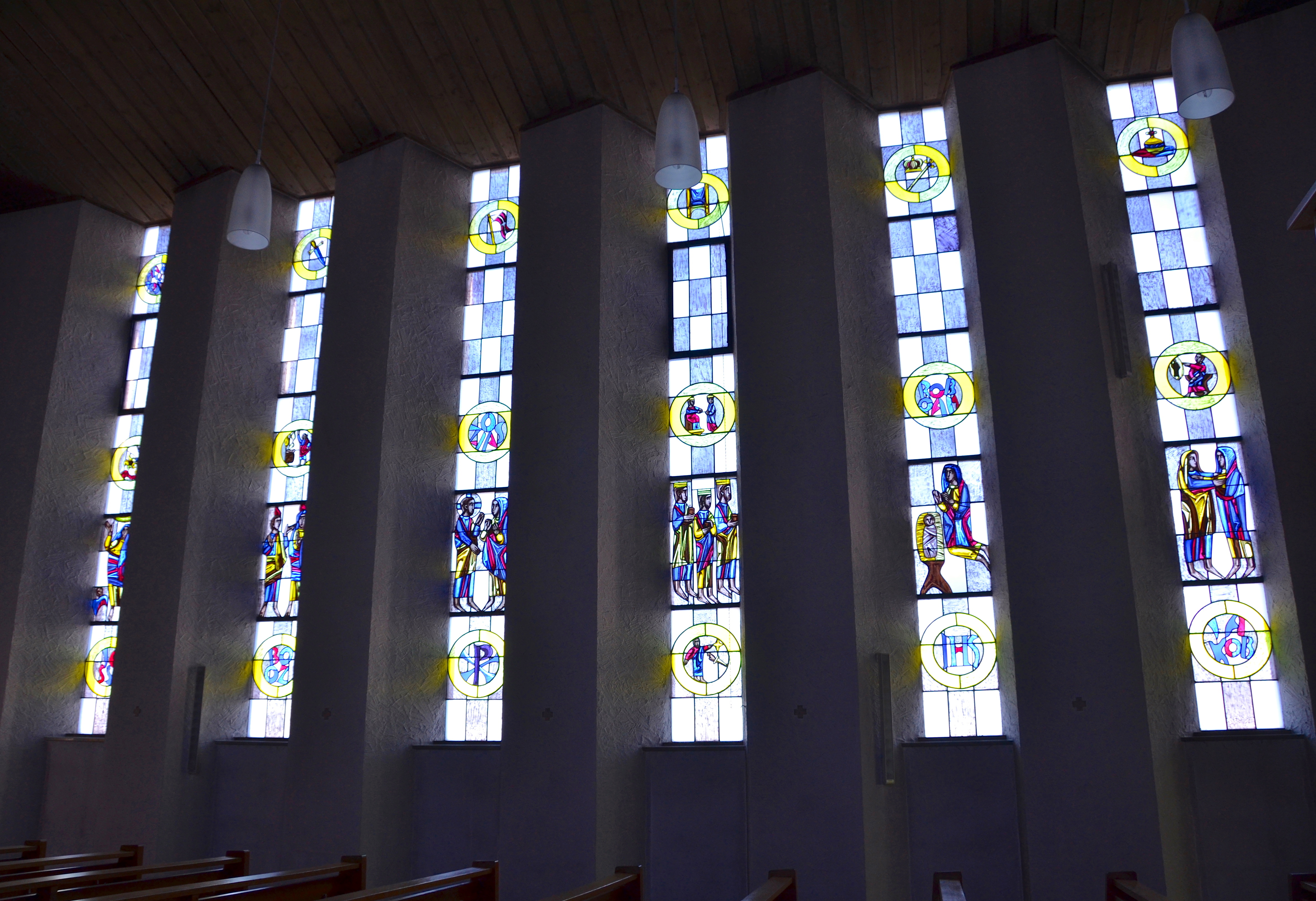
Die Freuden Mariens
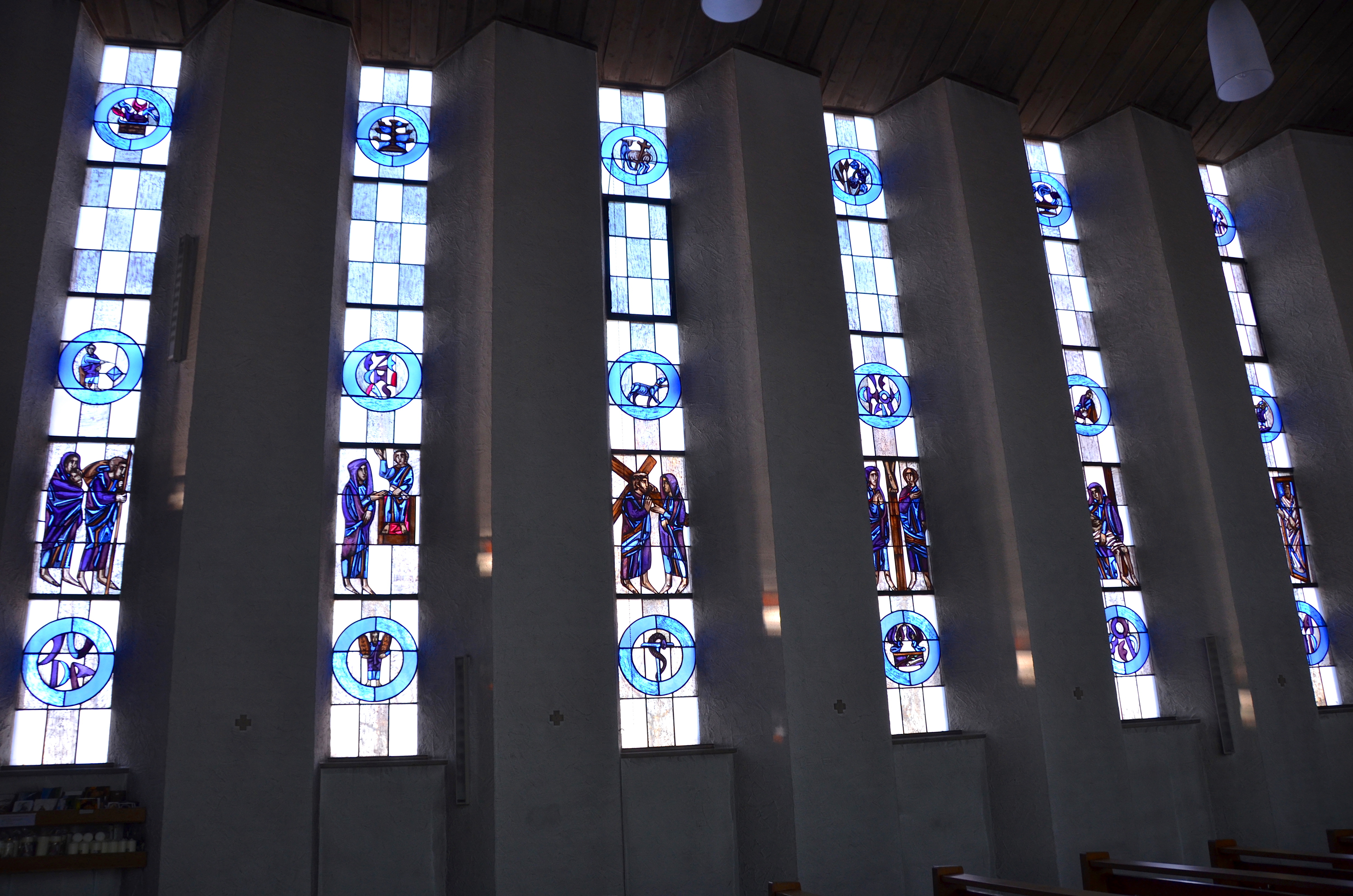
Die Leiden Mariens

### Weitere Skulpturen
Links vor dem Chor befindet sich eine Statue von Christus als Sieger, rechts eine mannshohe Kreuzigungsgruppe (Christus aus dem 14. Jahrhundert, Maria und Johannes aus dem 19. Jahrhundert).
Die Figur des hl. Joseph an der rechten Chorwand stammt von Johann Joseph Christian (um 1745).
Eine Johannes-Statue ist über der Kanzel angebracht.
Die spätnazarenische Figur „Der segnende Christus“, die ab 1896/1897 lange Jahre einen zentralen Platz in der Kirche direkt unter dem Chorbogen einnahm und seit 1951 in einer Nische am Eingang zur Seitenkapelle steht, geht auf ein Versprechen zurück, das der aus der Umgebung stammende Bildhauer Joseph von Kopf 1852 vor einer Romreise machte. Die 1853 entworfene Statue des sitzenden, segnenden Christus führte Kopf 1869 in Marmor aus und gab sie als Votivgeschenk an die Bussenkirche.

### Tafelbilder

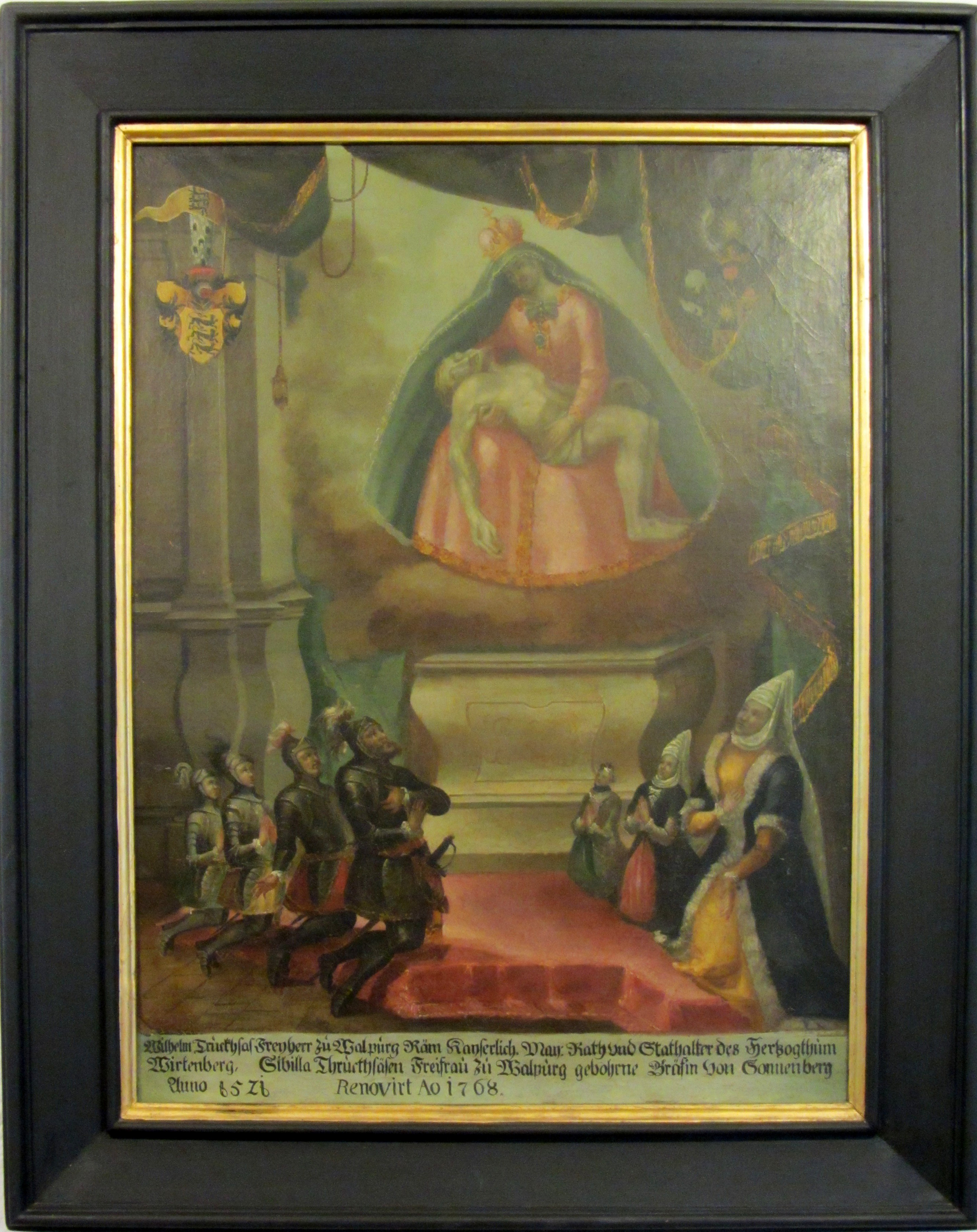
Wallfahrtsbild mit der Familie Wilhelm des Älteren von Waldburg-Trauchburg, 1521

Ein 1521 datiertes Wallfahrtsbild im Eingangsbereich zeigt die Stifter Wilhelm den Älteren von Waldburg-Trauchburg und seine Ehefrau Sybilla von Waldburg-Sonnenberg, wie sie zusammen mit ihren Kindern kniend die Pietà der Bussenkirche anbeten.
Vier Tafelbilder des Malers Karl Baumeister von 1895 zeigen „Bussenheilige“ (mit dem Bussen in Verbindung gebrachte Volksheilige): Karl der Große und seine Gemahlin Hildegard, Adelindis von Buchau und Markgraf Gerold. Zwei weitere Bilder aus dieser Reihe (Kaiser Ludwig der Fromme und Bischof Ulrich von Augsburg) werden seit 1960 nicht mehr in der Kirche gezeigt.

### Orgel
Auf der Empore befindet sich eine Späth-Orgel (II/P 25) von 1966 als Opus 800, durch die eine Link-Orgel (II/P 14) aus dem Jahr 1897 ersetzt wurde. Sie wurde 2005 generalüberholt.

### Glocken
Die größte Glocke und eigentliche Wallfahrtsglocke stammt aus dem Jahr 1714. Sie wurde im Zweiten Weltkrieg 1942 zu Kriegszwecken abgeliefert, kam aber 1948 wieder zurück in den Kirchturm der Bussenkirche. Sie ist mit dem Bild der Schmerzensmutter verziert und trägt das Wappen ihres Stifters Johann Franz Schenk von Stauffenberg, Bischof von Konstanz und als Abt von Reichenau Patronatsherr der Kirche. Die Glocke wurde von Christoph Schmeltz in Biberach gegossen.
Vier weitere Glocken wurden ebenfalls 1942 abgeliefert. Vom Metallwert der beiden beschädigten zurückgekommenen wurde 1951 die „Täuferglocke“ gekauft, eine weitere Glocke konnte 1951 durch eine Spende angeschafft werden. 1962 kamen eine vierte und eine fünfte Glocke hinzu. Alle diese Glocken wurden von der Glockengießerei Heinrich Kurtz in Stuttgart hergestellt.
Somit ist der Bestand der Glocken der Bussenkirche nunmehr folgender:
| Glocke | Name                 | Gießer             | Gussjahr | Gewicht | Schlagton |
| ------ | -------------------- | ------------------ | -------- | ------- | --------- |
| 1      | Maria                | Schmeltz, Biberach | 1714     | 1480 kg | d′        |
| 2      | Antonius             | Kurtz, Stuttgart   | 1951     | 980 kg  | f′        |
| 3      | Johannes d.T.        | Kurtz, Stuttgart   | 1951     | 670 kg  | g′        |
| 4      | Leodegar             | Kurtz, Stuttgart   | 1962     | 450 kg  | a′        |
| 5      | Gerold und Hildegard | Kurtz, Stuttgart   | 1962     | 280 kg  | c″        |

## Wallfahrts- und Pilgerziel
Seit 2009 verläuft der Oberschwäbische Pilgerweg, ein spiritueller Wanderweg, mit seiner Schleife 1 zum Bussen. St. Johannes Baptist auf dem Bussen ist dabei als Wallfahrtskirche ein Ort des Gebets und der Meditation.
Auch der Schwarzwald-Schwäbische-Alb-Allgäu-Weg führt über den Bussen vom Schwarzwald zum Allgäu.